# Ranulfo Cortés
Ranulfo Cortés fue un futbolista mexicano. Vistió la camiseta del Club Deportivo Oro.

## Participaciones en Copas del Mundo
| Mundial                        | Sede  | Resultado    |
| ------------------------------ | ----- | ------------ |
| Copa Mundial de Fútbol de 1954 | Suiza | Primera Fase |